# Liste der Monuments historiques in Noyal-Châtillon-sur-Seiche
Die Liste der Monuments historiques in Noyal-Châtillon-sur-Seiche führt die Monuments historiques in der französischen Stadt Noyal-Châtillon-sur-Seiche auf.

## Liste der Bauwerke
| Bezeichnung           | Beschreibung | Standort                   | Kennzeichnung | Schutzstatus | Datum | Bild |
| --------------------- | ------------ | -------------------------- | ------------- | ------------ | ----- | ---- |
| Friedhofskreuz        |              | (Lage)                     | PA00090645    | Classé       | 1907  |      |
| Calvaire              |              | Route de la Rivière (Lage) | PA00090529    | Inscrit      | 1946  |      |
| Manoir de Mouillemuse | Herrenhaus   | (Lage)                     | PA35000070    | Inscrit      | 2015  |      |

## Liste der Objekte
- Monuments historiques (Objekte) in Noyal-Châtillon-sur-Seiche in der Base Palissy des französischen Kultusministeriums